# 국도 제35호선

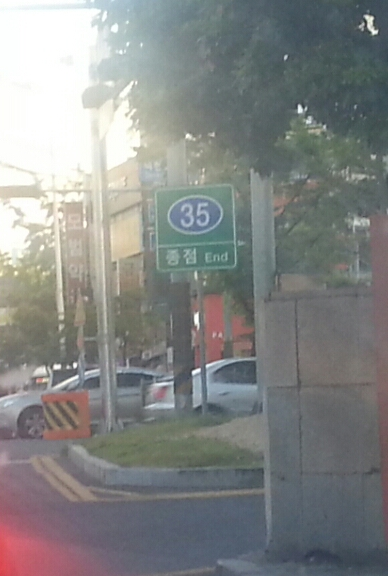
부산 북구 덕천 교차로에 설치된 시·종점 표기

국도 제35호선 (부산 ~ 강릉선, 國道第三十五號 釜山江陵線)은 부산광역시 북구 덕천 교차로와 강원특별자치도 강릉시 중앙동 옥천오거리를 연결하는 대한민국의 일반 국도이다.

## 현황
영천시에서 안동시를 거쳐 강릉시에 이르는 구간은 (사실상 거의 전 구간) 도로 상태가 매우 열악하다. 고갯길과 굽은길이 대다수이며 태백산맥, 소백산맥을 관통하는 도로의 특성상 매우 험난하다. 현재 봉화군 소천면 현동리와 태백시 사이 (국도 제31호선과 중복되는 구간)에 험난한 이 구간의 소요시간 단축을 위한 4차선 확장공사를 하고 있는 중이다. 강원특별자치도 강릉시 성산면 ~ 홍제동 구간은 대한민국의 일반 국도 중에서 유일하게 고속도로와 중복된 구간으로 분류되었다. 이 구간은 지금의 국도가 처음 신설된 1981년 이전부터 영동고속도로로 지정되었기 때문인데, 국도 제35호선은 이 때문에 강원특별자치도 강릉시 성산면 ~ 홍제동 구간이 신설 당시부터 영동고속도로와 중복되었다. 이후 2001년 영동고속도로가 대관령 구간을 이설하면서 본래 국도의 역할만 하게 되었지만 2014년 7월 15일 일반국도 노선 지정령이 폐지되기 전까지 이 구간은 영동고속도로와 중복되는 것으로 표기가 되었다.

## 연혁
- 1981년 3월 14일 : 국도 제35호선 부산 ~ 강릉선 신설[1]
- 1981년 4월 13일 : 국도로 승격된 삼척군 장성읍 동점리 ~ 강릉시 성내동 115.4km 구간 개통[3]
- 1981년 5월 8일 : 국도로 승격된 월성군 내남면 월산리 ~ 봉화군 법전면 소천1리 166.6km 구간 개통[4]
- 1981년 5월 12일 : 국도로 승격된 양산군 동면 가산리 ~ 울주군 두동면 분계리 54.932km 구간 개통[5]
- 1981년 5월 30일 : 대통령령 제10247호 일반국도노선지정령 개정에 따라 신설된 319km 구간으로 도로구역 결정[6]
- 1989년 3월 11일 : 양산군 하북면 용연리, 상북면 석계리, 대석리 일대 구 도로부지 폐지[7]
- 1994년 7월 15일 : 삼척군 하장면 광동리 ~ 토산리 13km 구간, 정선군 임계면 송계리 ~ 봉산리 660m 구간 개통[8]
- 1995년 1월 12일 : 토산 ~ 임계간 도로(삼척군 하장면 토산리 ~ 정선군 임계면 봉산리) 13km 구간 개통[9]
- 1996년 7월 1일 : 시점을 '부산직할시 부산진구'에서 '부산광역시 북구'로 변경함.[10]
- 1998년 1월 12일 : 금소교(안동시 임하면 금소리) 2km 구간 개통, 기존 구간 폐지[11]
- 1998년 6월 10일 : 통도사 ~ 언양간 도로(울산광역시 울주군 삼남면 방기리 ~ 교동리) 5.21km 구간 확장 개통, 기존 구간 폐지[12]
- 1999년 9월 17일 : 오천1지구 위험도로(안동시 와룡면 가야리 ~ 오천리) 550m 구간 개량 개통 및 기존 구간 폐지[13], 오천3지구 위험도로(안동시 와룡면 오천리) 340m 구간 개량 개통 및 기존 350m 구간 폐지[14], 태3지구 위험도로(안동시 와룡면 태리) 340m 구간 개량 개통 및 기존 360m 구간 폐지[15], 새터교(안동시 도산면 동부리) 460m 구간 신축 개통 및 기존 320m 구간 폐지[16]
- 2000년 2월 24일 : 경상북도 영천시 금호읍 교대리 ~ 고경면 상덕리 22.8km 구간을 자동차 전용도로로 지정[17]
- 2000년 12월 18일 : 안동정상 택지지구내 도로(안동시 정상동) 9.015km 구간 개통[18]
- 2004년 12월 28일 : 영천시 국도대체우회도로 금호 ~ 임고 및 영천 ~ 고경 부분(영천시 오미동 ~ 완산동) 2.2km 구간 확장 개통[19]
- 2004년 12월 28일 : 영천 ~ 북안간 도로 및 북안 ~ 경주간 도로(영천시 금호읍 석섬리 ~ 경주시 광명동) 30.5km 전구간 확장 개통, 기존 36.3km 구간 폐지[20]
- 2004년 12월 29일 : 언양 ~ 인보간 도로(울주군 언양읍 직동리 ~ 두서면 인보리) 9.5km 구간 확장 개통[21] 및 기존 울주군 두서면 서하리 ~ 인보리 1.36km 구간 폐지[22], 인보 ~ 도계간 도로(울주군 두서면 인보리 ~ 경주시 내남면 월산리) 구간 8.12km 확장 개통[23] 및 기존 울주군 두서면 전읍리 ~ 두동면 봉계리 총 3.1km 구간 폐지[24]
- 2004년 12월 31일 : 도계 ~ 경주간 도로 중 경주시 내남면 일원(경주시 내남면 월산리 ~ 경주시 배동) 7.8km 구간 임시 개통[25]
- 2006년 1월 27일 : 도계 ~ 경주간 도로 중 경주시 내남면 일원(경주시 내남면 월산리 ~ 노곡리) 1.6km 구간 임시 개통[26]
- 2006년 12월 27일 : 도계 ~ 경주간 도로(경주시 내남면 용장리 ~ 탑동) 3.25KM 구간이 확장 개통되어 전 구간 개통[27], 기존 경주시 내남면 노곡리 ~ 배동 6.2km 구간 폐지[28]
- 2007년 2월 27일 : 경주시 국도대체우회도로 (효현 ~ 외동간 도로, 경주시 외동읍 구어리 ~ 광명동) 25.72km 구간을 자동차 전용도로로 지정[29]
- 2010년 10월 28일 : 경주시 국도대체우회도로(효현 ~ 내남간 도로, 경주시 광명동 ~ 건천읍 화천리) 2.2km 구간 부분 확장 개통[30]
- 2010년 12월 31일 : 안동시 국도대체우회도로 수상 ~ 신석간 도로(안동시 수상동 ~ 정상동) 4.0km 구간 확장 개통[31], 기존 안동시 정상동 ~ 남선면 신석리 6.5km 구간 폐지[32]
- 2011년 6월 27일 : 안동시 국도대체우회도로 수상 ~ 신석간 도로 개통에 의해 안동시 남선면 신석리 ~ 현내리 4.7km 구간 폐지[33]
- 2011년 12월 27일 : 노귀재터널(영천시 화북면 상송리 ~ 청송군 현서면 사촌리) 5.88km 구간 개통[34], 기존 7.1km 구간 폐지[35][36]
- 2011년 12월 30일 : 법전 ~ 소천간 도로(봉화군 법전면 어지리) 1.22km 구간 확장 개통[37], 기존 구간 폐지[38]
- 2012년 4월 30일 : 안동 ~ 길안간 도로(안동시 남선면 이천리 ~ 임하면) 1.45km 구간 부분 개통[39]
- 2014년 2월 6일 : 안동 ~ 길안간 도로 개통으로 인해 기존 200m 구간 폐지[40]
- 2014년 3월 25일 : 안동 ~ 길안간 도로(안동시 임하면 신덕리 ~ 오대리) 5.454km 구간 부분 개통[41]
- 2014년 10월 29일 : 안동 ~ 길안간 도로(안동시 임하면 신덕리) 3.35km 구간 확장 개통[42] 및 기존 안동시 남선면 이천리 ~ 임하면 오대리 6.9km 구간 폐지[43], 도산우회도로(안동시 도산면 온혜리) 3.39km 구간 신설 개통[44]
- 2015년 9월 21일 : 보현산댐 건설로 인해 영천시 화북면 횡계리 ~ 하송리 5.86km 구간 이설[45], 기존 5.55km 구간 도로 수몰로 폐지[46]
- 2016년 12월 22일 : 왕산 ~ 성산간 도로(강릉시 왕산면 목계리 ~ 성산면 금산리) 11.3km 구간 확장 개통, 기존 강릉시 왕산면 도마리 ~ 성산면 구산리 5km 구간 폐지[47]
- 2018년 1월 30일 : 소천 ~ 도계간 도로 1공구(봉화군 소천면 현동리 ~ 고선리) 10.02km 구간 임시 개통[48], 소천 ~ 도계간 도로 2공구(경상북도 봉화군 소천면 고선리 ~ 강원도 태백시 장성동) 10.19km 구간 조기 개통[49]
- 2018년 3월 27일 : 소천 ~ 도계간 도로 2공구 구간 준공으로 인해 기존 봉화군 소천면 고선리 ~ 석포면 대현리 12.1km 구간 폐지[50]
- 2018년 6월 8일 : 기계 ~ 안동간 도로 4공구(안동시 길안면 천지리 ~ 임하면 오대리) 3.63km 구간 확장 개통[51], 기존 구간 폐지[52]
- 2018년 10월 17일 : 소천 ~ 도계간 도로 1공구 구간 준공으로 인해 기존 봉화군 소천면 현동리 ~ 고선리 13.2km 구간 폐지[53]
- 2019년 8월 1일 : 영천 ~ 삼창간 도로(영천시 화남면 선천리 ~ 금호리) 2.48km 구간 확장 개통[54], 기존 2.25km 구간 폐지[55]
- 2020년 4월 21일 : 영천 ~ 삼창간 도로(영천시 오미동 ~ 화남면 신호리) 4.3km 구간 확장 개통[56], 기존 영천시 도림동 ~ 화남면 신호리 905m 구간 폐지[57]
- 2022년 10월 11일 : 봉화군 명호면 삼동리 ~ 법전면 소천리 2.2 km 구간 신설 개통, 기존 2.5 km 구간 폐지[58]
- 2025년 7월 11일 : 성산면소재지 구간의 노선이 조금 변경

## 관광
2011년에 발간된 미슐랭 그린가이드 한국편에서 경상북도 안동 도산서원에서 봉화를 거쳐 강원특별자치도 태백 초입까지의 약 75km 구간에 대해서 별점 하나를 매겼다.

## 주요 경유지
부산광역시
- 북구 (덕천동 · 화명동 · 금곡동)

경상남도
- 양산시 (동면 · 남부동 · 중부동 · 북부동 · 신기동 · 북정동 · 산막동 · 상북면 · 하북면)

울산광역시
- 울주군 (삼남면 · 언양읍 · 두서면 · 두동면 · 두서면)

경상북도
- 경주시 (내남면 · 배동 · 탑동 · 사정동 · 서악동 · 효현동 · 율동 · 광명동 · 건천읍 · 서면) - 영천시 (북안면 · 봉동 · 작산동 · 봉동 · 작산동 · 도동 · 금호읍 · 쌍계동 · 서산동 · 대전동 · 녹전동 · 오미동 · 도림동 · 화남면 · 화북면) - 청송군 현서면 - 안동시 (길안면 · 임하면 · 남선면 · 정상동 · 정하동 · 옥야동 · 안흥동 · 천리동 · 남문동 · 대석동 · 목성동 · 북문동 · 명륜동 · 신안동 · 안막동 · 상아동 · 안막동 · 와룡면 · 도산면) - 봉화군 (명호면 · 법전면 · 소천면 · 석포면)

강원특별자치도
- 태백시 (동점동 · 장성동 · 문곡동 · 황지동) - 삼척시 (화전동 · 황지동 · 적각동 · 창죽동 · 상사미동 · 하사미동 · 조탄동 · 하장면) - 정선군 임계면 - 강릉시 (왕산면 · 성산면 · 왕산면 · 성산면 · 홍제동 · 남문동 · 명주동 · 성내동 · 금학동 · 임당동 · 옥천동)

구간 거리표 (단위 km)
부산광역시 5,3
양산시 26.6
울산광역시 26.8
경주시 61.5
영천시 63.1
청송군 17.1
안동시 92,0 (우리나라 시군구 통과 국도 중 두번째 최장거리 구간)
봉화군 54.7
태백시 42.3 (시내 통과구간 대부분이 31호선 38호선과 겹치고 상장삼거리~황지교사거리 3.2km만 단독 노선)
삼척시 16.9 (삼척시 전구간이 남한강 수계)
정선군 15.1 (정선군 전구간이 남한강 수계)
강릉시 37.8 (삽당령 정상~ 강릉 종점)

## 노선
- (■): 자동차 전용도로 구간

### 부산광역시
| 이름                                                                    | 접속 노선                                    | 소재지     | 소재지 | 비고 |
| ----------------------------------------------------------------------- | -------------------------------------------- | ---------- | ------ | ---- |
| 덕천 교차로 (덕천역)                                                    | 국도 제14호선 (낙동대로) (만덕대로) 백양대로 | 부산광역시 | 북구   |      |
| (이름 없음)                                                             | 강변대로                                     | 부산광역시 | 북구   |      |
| 화명동삼거리 (수정역)                                                   | 부산광역시도 제4108호선 (학사로)             | 부산광역시 | 북구   |      |
| 화명1동 행정복지센터                                                    |                                              | 부산광역시 | 북구   |      |
| 와석 교차로 (화명역)                                                    | 화명대로 와석장터로                          | 부산광역시 | 북구   |      |
| 화명삼거리 (화신중학교)                                                 | 산성로                                       | 부산광역시 | 북구   |      |
| 금명중학교 금곡고등학교                                                 |                                              | 부산광역시 | 북구   |      |
| 율리역                                                                  | 부산광역시도 제4103호선 (학사로) 효열로      | 부산광역시 | 북구   |      |
| 한국산업인력공단 부산지역본부 금곡동 행정복지센터 부산지방조달청 동원역 |                                              | 부산광역시 | 북구   |      |
| 금곡삼거리                                                              | 효열로                                       | 부산광역시 | 북구   |      |
| 금곡역삼거리 (금곡역)                                                   | 효열로                                       | 부산광역시 | 북구   |      |

### 경상남도
| 이름                                  | 접속 노선                                        | 소재지 | 소재지                   | 비고                          |
| ------------------------------------- | ------------------------------------------------ | ------ | ------------------------ | ----------------------------- |
| 호포삼거리 (호포역)                   | 호포로                                           | 양산시 | 동면                     |                               |
| 호포고가교                            | 황산로                                           | 양산시 | 동면                     |                               |
| 가산중리마을 교차로                   | 가산1길                                          | 양산시 | 동면                     |                               |
| 금산2 교차로                          | 강변로                                           | 양산시 | 동면                     |                               |
| 동산초등학교                          |                                                  | 양산시 | 동면                     |                               |
| 금산2교                               | 석금산길                                         | 양산시 | 동면                     |                               |
| 금산 교차로                           | 금오1길                                          | 양산시 | 동면                     |                               |
| 석산 교차로 (석산지하차도)            | 금오로 석산3길 석산6길                           | 양산시 | 동면                     |                               |
| (회전교차로)                          | 석금산로 곡리3길                                 | 양산시 | 동면                     |                               |
| 남양산 나들목                         | 551호선 중앙고속도로지선                         | 양산시 | 동면                     |                               |
| 계석 교차로                           | 계석로 남양산길                                  | 양산시 | 동면                     |                               |
| 석산교                                |                                                  | 양산시 | 동면                     |                               |
|                                       | 중앙동                                           | 양산시 |                          |                               |
| 7번 교차로                            | 노포사송로 청운로                                | 양산시 |                          |                               |
| 8번 교차로 (남부지하차도)             | 삽량로                                           | 양산시 |                          |                               |
| 9번 교차로 (남부삼거리)               | 남부로 서일동로                                  | 양산시 |                          |                               |
| 10번 교차로                           | 중부로                                           | 양산시 |                          |                               |
| 11번 교차로 (양주지하차도)            | 지방도 제1022호선 지방도 제1077호선 (삼일로)     | 양산시 |                          |                               |
| 양산종합운동장                        |                                                  | 양산시 |                          |                               |
| 12번 교차로                           | 강변로 중앙우회로                                | 양산시 |                          |                               |
| 신기교 남단                           | 명곡로                                           | 양산시 |                          |                               |
| 신기교                                |                                                  | 양산시 |                          |                               |
|                                       | 삼성동                                           | 양산시 |                          |                               |
| 13번 교차로                           | 국가지원지방도 제60호선 (공단로)                 | 양산시 |                          |                               |
| 14번 교차로                           | 북정로                                           | 양산시 |                          |                               |
| 15번 교차로                           | 산막공단로                                       | 양산시 |                          |                               |
| 양산 나들목 (소토육교)                | 1호선 경부고속도로                               | 양산시 |                          |                               |
| 양산 나들목 (소토육교)                | 1호선 경부고속도로                               | 양산시 | 상북면                   |                               |
| 소토삼거리                            | 어곡터널로                                       | 양산시 |                          |                               |
| 소토초등학교입구 교차로               | 와곡4길                                          | 양산시 |                          |                               |
| 고려제강앞 교차로                     | 상북중앙로                                       | 양산시 |                          |                               |
| 감결마을입구 교차로                   | 감결길                                           | 양산시 |                          |                               |
| 공암삼거리                            | 공암길                                           | 양산시 |                          |                               |
| (모래불)                              | 지방도 제1028호선 (상북중앙로) 구소석길 모래불길 | 양산시 | 지방도 제1028호선과 중복 |                               |
| 석계산단 교차로                       | 석계산단로                                       | 양산시 | 지방도 제1028호선과 중복 |                               |
| 반회사거리                            | 충렬로 반회서3길                                 | 양산시 | 지방도 제1028호선과 중복 |                               |
| 상계교입구사거리                      | 지방도 제1028호선 (수서로)                       | 양산시 | 지방도 제1028호선과 중복 |                               |
| 석계리                                | 상북중앙로                                       | 양산시 | 상행 진출입만 가능       |                               |
| 용주사입구 교차로                     |                                                  | 양산시 |                          |                               |
| 신전마을입구 교차로                   | 신전길                                           | 양산시 | 하북면                   |                               |
| 내원사입구 교차로                     | 용연로                                           | 양산시 | 하북면                   |                               |
| 용연교                                |                                                  | 양산시 | 하북면                   |                               |
| 삼감마을입구                          | 삼감길                                           | 양산시 | 하북면                   |                               |
| 내원사입구삼거리                      | 용연로                                           | 양산시 | 하북면                   |                               |
| 도마교                                |                                                  | 양산시 | 하북면                   |                               |
| 녹동마을입구 교차로                   | 백록로                                           | 양산시 | 하북면                   |                               |
| 삼수삼거리                            | 진목로                                           | 양산시 | 하북면                   |                               |
| 진목마을입구 교차로                   | 진목로                                           | 양산시 | 하북면                   |                               |
| 백록새동네 교차로                     | 백학새동네길                                     | 양산시 | 하북면                   |                               |
| 공원묘지삼거리                        | 삼덕로                                           | 양산시 | 하북면                   |                               |
| 답곡리                                | 신평남부길                                       | 양산시 | 하북면                   | 상행 진입 불가 하행 진출 불가 |
| 성천1교                               |                                                  | 양산시 | 하북면                   |                               |
| 초산마을 교차로                       | 초산2길                                          | 양산시 | 하북면                   |                               |
| 하북교 교차로                         | 신평강변로                                       | 양산시 | 하북면                   |                               |
| 통도사사거리 (통도사 하이패스 나들목) | 1호선 경부고속도로 신평로 신평남부길             | 양산시 | 하북면                   |                               |
| 통도사입구 교차로                     | 통도사로                                         | 양산시 | 하북면                   |                               |
| 통도환타지아입구 교차로               | 월평로                                           | 양산시 | 하북면                   |                               |
| 지경고개삼거리                        | 삼동로                                           | 양산시 | 하북면                   |                               |

### 울산광역시
| 이름                                | 접속 노선                    | 소재지 | 소재지 | 비고                    |
| ----------------------------------- | ---------------------------- | ------ | ------ | ----------------------- |
| 통도사 나들목 (통도사 교차로)       | 1호선 경부고속도로           | 울주군 | 삼남읍 |                         |
| 하방교                              |                              | 울주군 | 삼남읍 |                         |
| 오뚜기식품앞 교차로                 | 하방로 가천금사길 연봉상천길 | 울주군 | 삼남읍 |                         |
| 삼성SDI 교차로                      |                              | 울주군 | 삼남읍 |                         |
| 지내삼거리                          | 강당로                       | 울주군 | 삼남읍 |                         |
| 가천교                              |                              | 울주군 | 삼남읍 |                         |
| 가천삼거리                          | 강당로                       | 울주군 | 삼남읍 |                         |
| 언양정비앞 교차로 금강공업앞 교차로 |                              | 울주군 | 삼남읍 |                         |
| 공암마을 교차로                     | 공암공단1길                  | 울주군 | 삼남읍 |                         |
| 삼남삼거리                          | 중남로                       | 울주군 | 삼남읍 |                         |
| 교동교                              |                              | 울주군 | 삼남읍 |                         |
| 교동삼거리                          | 중남로                       | 울주군 | 삼남읍 |                         |
| 벌장마을 교차로                     | 벌장길                       | 울주군 | 삼남읍 |                         |
| 메가마트 언양점 앞 교차로           | 후평길                       | 울주군 | 삼남읍 |                         |
| 작천교                              |                              | 울주군 | 삼남읍 |                         |
| 작천정삼거리                        | 등억알프스로                 | 울주군 | 삼남읍 |                         |
| 수남마을 교차로                     | 수남벚꽃길 화림정1길         | 울주군 | 삼남읍 |                         |
| 울산산업고 교차로                   | 동향교1길                    | 울주군 | 삼남읍 |                         |
| 교동리                              | 중평로                       | 울주군 | 삼남읍 |                         |
| 서울산 나들목 (서울산IC 교차로)     | 1호선 경부고속도로           | 울주군 | 삼남읍 |                         |
| 언양병원 교차로                     |                              | 울주군 | 삼남읍 |                         |
| 남천2교 (제2남천교)                 |                              | 울주군 | 삼남읍 |                         |
|                                     | 언양읍                       | 울주군 |        |                         |
| 제2남천교 교차로                    | 남천로                       | 울주군 |        |                         |
| 언양터미널사거리                    | 언양로 헌양길                | 울주군 |        |                         |
| 동부11길입구 교차로                 | 동부11길                     | 울주군 |        |                         |
| 구도로공사입구 교차로               | 읍성로                       | 울주군 |        |                         |
| 직동교                              |                              | 울주군 |        |                         |
| 언양 교차로                         | 국도 제24호선 (울밀로)       | 울주군 |        |                         |
| 신흥삼거리                          | 신흥길                       | 울주군 |        |                         |
| 돈박골사거리                        |                              | 울주군 |        |                         |
| 고등골사거리                        | 감천길 고등골길              | 울주군 |        |                         |
| 신화마을입구 교차로                 | 신화길 태기길                | 울주군 |        |                         |
| 정거리마을입구 교차로               | 정거고중길 정거리길          | 울주군 |        |                         |
| 고중마을입구 교차로                 |                              | 울주군 |        |                         |
| 평리입구 교차로                     | 평리다개로 언동3길           | 울주군 |        |                         |
| 반곡초등학교앞 교차로               | 괴말길 언동3길               | 울주군 |        |                         |
| 반곡교                              |                              | 울주군 |        |                         |
| 고하마을입구 교차로                 | 고하길                       | 울주군 |        |                         |
| 옥동마을입구 교차로                 | 옥동길                       | 울주군 |        |                         |
| 진현마을입구 교차로                 | 진현길                       | 울주군 | 두서면 |                         |
| 반구대삼거리                        | 반구대안길                   | 울주군 | 두동면 |                         |
| 천전교                              |                              | 울주군 | 두동면 |                         |
| 신당삼거리                          | 구량차리로                   | 울주군 | 두동면 |                         |
| 천전삼거리                          | 천전대현로 구량송정1길       | 울주군 | 두동면 |                         |
| 고사골입구 교차로                   | 구량서산길                   | 울주군 | 두서면 |                         |
| 방말입구 교차로                     | 서하구량길                   | 울주군 | 두서면 |                         |
| 서하삼거리                          | 인보로 서하천전로            | 울주군 | 두서면 |                         |
| 서하교 인보교                       |                              | 울주군 | 두서면 |                         |
| 인보삼거리                          | 인보로 노동길                | 울주군 | 두서면 |                         |
| 두서면 행정복지센터                 |                              | 울주군 | 두서면 |                         |
| 두동사거리                          | 인보구미로 수정길            | 울주군 | 두서면 |                         |
| 두광중학교 교차로                   |                              | 울주군 | 두서면 |                         |
| 신전삼거리                          | 신전길 신전2길               | 울주군 | 두서면 |                         |
| 전읍마을 교차로                     | 전읍복안로                   | 울주군 | 두서면 |                         |
| 유촌마을 교차로                     | 유촌길                       | 울주군 | 두서면 |                         |
| 공단입구삼거리                      | 전읍농공길                   | 울주군 | 두서면 |                         |
| 전읍교                              |                              | 울주군 | 두서면 |                         |
| 미호 교차로                         | 미호상동길                   | 울주군 | 두서면 |                         |
| 미호천교 미호육교                   |                              | 울주군 | 두서면 |                         |
| 열박재 교차로                       | 활천산업로                   | 울주군 | 두서면 |                         |
| 가정마을 교차로                     | 가정길                       | 울주군 | 두서면 |                         |
| 활천삼거리                          |                              | 울주군 | 두서면 |                         |
| (전화영교 동단)                     | 활천산업로                   | 울주군 | 두서면 | 하행 진출입만 가능      |
| 봉계 교차로                         | 계명로 활천내와로            | 울주군 | 두서면 | 활천 나들목과 간접 연결 |
| 복안천교                            |                              | 울주군 | 두서면 |                         |

### 경상북도
| 이름                                              | 접속 노선                                      | 소재지 | 소재지                                                 | 비고                                                    |
| ------------------------------------------------- | ---------------------------------------------- | ------ | ------------------------------------------------------ | ------------------------------------------------------- |
| 복안천교                                          |                                                | 경주시 | 내남면                                                 |                                                         |
| 노곡교                                            |                                                | 경주시 | 내남면                                                 |                                                         |
| (터널 명칭 미상)                                  |                                                | 경주시 | 내남면                                                 | 연장 약 65m                                             |
| (터널 명칭 미상)                                  |                                                | 경주시 | 내남면                                                 | 연장 약 75m                                             |
| (내남주유소)                                      | 포석로                                         | 경주시 | 내남면                                                 | 상행 진출입만 가능                                      |
| 내남 교차로                                       | 국도 제7호선 (경주시 국도대체우회도로)         | 경주시 | 내남면                                                 |                                                         |
| 이조교                                            |                                                | 경주시 | 내남면                                                 |                                                         |
| (이조교 북단)                                     | 이조중앙길                                     | 경주시 | 내남면                                                 | 상행 진출 불가 하행 진입 불가                           |
| 용장리                                            | 경덕로                                         | 경주시 | 내남면                                                 |                                                         |
| 용장교                                            |                                                | 경주시 | 내남면                                                 |                                                         |
| 삼릉1교                                           |                                                | 경주시 | 황남동                                                 |                                                         |
| 경주 나들목 (나정교삼거리)                        | 1호선 경부고속도로 서라벌대로                  | 경주시 | 황남동                                                 |                                                         |
| 금성삼거리                                        | 금성로                                         | 경주시 | 황남동                                                 |                                                         |
| 오릉네거리                                        | 서라벌대로 포석로                              | 경주시 | 황남동                                                 |                                                         |
| 오릉                                              |                                                | 경주시 | 황남동                                                 |                                                         |
| 황남초교네거리                                    | 첨성로                                         | 경주시 | 황남동                                                 |                                                         |
| 내남네거리 (대릉원)                               | 국도 제4호선 (태종로)                          | 경주시 | 황남동                                                 | 국도 제4호선과 중복                                     |
| 서라벌네거리                                      | 금성로                                         | 경주시 | 중부동                                                 | 국도 제4호선과 중복                                     |
| 터미널네거리 (경주고속버스터미널)                 | 강변로                                         | 경주시 | 중부동                                                 | 국도 제4호선과 중복                                     |
| 서천교                                            |                                                | 경주시 | 중부동                                                 | 국도 제4호선과 중복                                     |
|                                                   | 선도동                                         | 경주시 |                                                        | 국도 제4호선과 중복                                     |
| 서천교 서단                                       | 태종로 흥무로                                  | 경주시 |                                                        | 국도 제4호선과 중복                                     |
| 무열왕릉                                          |                                                | 경주시 |                                                        | 국도 제4호선과 중복                                     |
| 효현교                                            |                                                | 경주시 |                                                        | 국도 제4호선과 중복                                     |
|                                                   | 황남동                                         | 경주시 |                                                        | 국도 제4호선과 중복                                     |
| 광명동                                            | 지방도 제904호선 (내외로) 태종로               | 경주시 |                                                        | 국도 제4호선과 중복                                     |
| 모량 교차로                                       | 외현로 내서로                                  | 경주시 | 건천읍                                                 | 국도 제4호선과 중복                                     |
| 고란교                                            | 모량고란길                                     | 경주시 | 건천읍                                                 | 국도 제4호선과 중복                                     |
| 모량교                                            |                                                | 경주시 | 건천읍                                                 | 국도 제4호선과 중복                                     |
| (이름 없음)                                       | 용명공단길                                     | 경주시 | 건천읍                                                 | 국도 제4호선과 중복                                     |
| 천포 교차로                                       | 내서로                                         | 경주시 | 건천읍                                                 | 국도 제4호선과 중복                                     |
| 북건천 나들목                                     | 국도 제20호선 (건포산업로)                     | 경주시 | 건천읍                                                 | 국도 제4호선과 중복                                     |
| 사라교                                            | 부운율전길 사라운대길 장자골길                 | 경주시 | 서면                                                   | 국도 제4호선과 중복                                     |
| 아화 교차로                                       | 지방도 제909호선 (심곡로)                      | 경주시 | 서면                                                   | 국도 제4호선과 중복                                     |
| 하추 교차로                                       | 화촌길                                         | 경주시 | 서면                                                   | 국도 제4호선과 중복                                     |
| 만불 교차로                                       | 내서로                                         | 영천시 | 북안면                                                 | 국도 제4호선과 중복                                     |
| 북안터널                                          |                                                | 영천시 | 북안면                                                 | 국도 제4호선과 중복 연장 약 936m                        |
| 반정 교차로                                       | 지방도 제921호선 (운북로)                      | 영천시 | 북안면                                                 | 국도 제4호선과 중복                                     |
| 북안공단 교차로                                   | 북안공단길                                     | 영천시 | 북안면                                                 | 국도 제4호선과 중복                                     |
| 유천대교                                          |                                                | 영천시 | 북안면                                                 | 국도 제4호선과 중복                                     |
| 작산 교차로                                       | 한방로                                         | 영천시 | 남부동                                                 | 국도 제4호선과 중복                                     |
| 봉작 교차로                                       | 영천아이시로                                   | 영천시 | 남부동                                                 | 국도 제4호선과 중복                                     |
| 도동 교차로                                       | 지방도 제925호선 (천문로)                      | 영천시 | 남부동                                                 | 국도 제4호선과 중복                                     |
| 금호대교                                          |                                                | 영천시 | 남부동                                                 | 국도 제4호선과 중복                                     |
|                                                   | 금호읍                                         | 영천시 |                                                        | 국도 제4호선과 중복                                     |
| 냉천 교차로                                       | 금호로                                         | 영천시 |                                                        | 국도 제4호선과 중복                                     |
| 금호 교차로                                       | 국도 제4호선 국가지원지방도 제69호선 (대경로)  | 영천시 | 국도 제4호선과 중복 회차 필요                          |                                                         |
| 원제 교차로                                       | 고수골길                                       | 영천시 | 상행 진출 불가 하행 진입 불가                          |                                                         |
| 대전 교차로                                       | 국도 제28호선 (영천시 국도대체우회도로)        | 영천시 | 서부동                                                 | 국도 제28호선과 중복                                    |
| 녹전교                                            |                                                | 영천시 | 서부동                                                 | 국도 제28호선과 중복                                    |
|                                                   | 중앙동                                         | 영천시 |                                                        | 국도 제28호선과 중복                                    |
| 오미 교차로                                       | 국도 제28호선 (영천시 국도대체우회도로)        | 영천시 |                                                        | 국도 제28호선과 중복                                    |
| 녹전 교차로                                       | 명산길                                         | 영천시 |                                                        |                                                         |
| 직동 교차로                                       | 녹전길                                         | 영천시 |                                                        |                                                         |
| 남도림 교차로                                     | 하명길                                         | 영천시 |                                                        |                                                         |
| 도림 교차로                                       | 매산길                                         | 영천시 |                                                        |                                                         |
| 신호 교차로                                       | 신선로                                         | 영천시 | 화남면                                                 |                                                         |
| 신호교                                            |                                                | 영천시 | 화남면                                                 |                                                         |
| 북영천 나들목 (북영천 교차로)                     | 20호선 새만금포항고속도로                      | 영천시 | 화남면                                                 |                                                         |
| 영천중앙초등학교 화남분교                         |                                                | 영천시 | 화남면                                                 |                                                         |
| 선관 교차로                                       | 천문로                                         | 영천시 | 화남면                                                 |                                                         |
| 학지 교차로                                       | 학지길                                         | 영천시 | 화남면                                                 |                                                         |
| 금호교                                            |                                                | 영천시 | 화남면                                                 |                                                         |
| 금호 교차로                                       | 천문로 금호1길                                 | 영천시 | 화남면                                                 |                                                         |
| 오산교                                            |                                                | 영천시 | 화남면                                                 |                                                         |
|                                                   | 화북면                                         | 영천시 |                                                        |                                                         |
| 영천자천중학교(폐교)                              |                                                | 영천시 |                                                        |                                                         |
| (자천교 남단)                                     | 화북길                                         | 영천시 |                                                        |                                                         |
| 화북교                                            | 화북길                                         | 영천시 |                                                        |                                                         |
| 화북검문소                                        |                                                | 영천시 |                                                        |                                                         |
| 옥계삼거리                                        | 별빛로                                         | 영천시 |                                                        |                                                         |
| 옥계교 보현산댐공원 보현산댐 보현산댐전망대       |                                                | 영천시 |                                                        |                                                         |
| 입석 교차로                                       | 배나무정길                                     | 영천시 |                                                        |                                                         |
| 입석2교 용소1교                                   |                                                | 영천시 |                                                        |                                                         |
| 용소 교차로                                       | 법화길                                         | 영천시 |                                                        |                                                         |
| 하송교                                            |                                                | 영천시 |                                                        |                                                         |
| 하송 교차로                                       | 내국길                                         | 영천시 |                                                        |                                                         |
| 자천초등학교 상송분교(폐교)                       |                                                | 영천시 |                                                        |                                                         |
| 상송 교차로                                       | 지방도 제908호선 (삼국유사로)                  | 영천시 | 지방도 제908호선과 중복                                |                                                         |
| 사방 교차로                                       | 천문로                                         | 영천시 | 지방도 제908호선과 중복                                |                                                         |
| 노귀재터널                                        |                                                | 영천시 | 지방도 제908호선과 중복 상행 연장 953m 하행 연장 905m  |                                                         |
| 노귀재터널                                        |                                                | 청송군 | 지방도 제908호선과 중복 상행 연장 953m 하행 연장 905m  | 현서면                                                  |
| 사촌 교차로                                       | 청송로                                         | 청송군 | 지방도 제908호선과 중복                                | 현서면                                                  |
| 월정 교차로                                       | 지방도 제908호선 (성덕댐로)                    | 청송군 | 지방도 제908호선과 중복                                | 현서면                                                  |
| (이름 없음)                                       | 달정길                                         | 청송군 |                                                        | 현서면                                                  |
| 구산사거리                                        | 국가지원지방도 제68호선 (금성현서로)           | 청송군 | 국가지원지방도 제68호선과 중복                         | 현서면                                                  |
| (이름 없음)                                       | 지방도 제930호선                               | 청송군 | 국가지원지방도 제68호선과 중복 지방도 제930호선과 중복 | 현서면                                                  |
| 덕계삼거리                                        | 국가지원지방도 제68호선 (청송로)               | 청송군 | 국가지원지방도 제68호선과 중복 지방도 제930호선과 중복 | 현서면                                                  |
| 마사터널                                          |                                                | 청송군 | 지방도 제930호선과 중복 연장 225m                      | 현서면                                                  |
| 마사터널                                          |                                                | 안동시 | 지방도 제930호선과 중복 연장 225m                      | 길안면                                                  |
| 명곡교 둔전교                                     |                                                | 안동시 | 지방도 제930호선과 중복                                | 길안면                                                  |
| (이름 없음)                                       | 송사시장길                                     | 안동시 | 지방도 제930호선과 중복                                | 길안면                                                  |
| 송사교 남단                                       | 송사시장길                                     | 안동시 | 지방도 제930호선과 중복                                | 길안면                                                  |
| 송사교                                            |                                                | 안동시 | 지방도 제930호선과 중복                                | 길안면                                                  |
| 송사삼거리                                        | 지방도 제930호선 (대사로)                      | 안동시 | 지방도 제930호선과 중복                                | 길안면                                                  |
| 금곡교                                            |                                                | 안동시 |                                                        | 길안면                                                  |
| 금곡리                                            | 미내소일길                                     | 안동시 |                                                        | 길안면                                                  |
| 고란교                                            |                                                | 안동시 |                                                        | 길안면                                                  |
| 고란삼거리                                        | 고란길                                         | 안동시 |                                                        | 길안면                                                  |
| 묵계리                                            | 국만리길 묵계중리길 선항길                     | 안동시 |                                                        | 길안면                                                  |
| 묵계교                                            | 오락길                                         | 안동시 |                                                        | 길안면                                                  |
| 만음교                                            | 만음1길                                        | 안동시 |                                                        | 길안면                                                  |
| 명덕교                                            |                                                | 안동시 |                                                        | 길안면                                                  |
| 동안동IC 교차로                                   | 충효로                                         | 안동시 |                                                        | 길안면                                                  |
| 동안동 나들목 (동안동1 교차로)                    | 30호선 서산영덕고속도로 만음현하로             | 안동시 |                                                        | 길안면                                                  |
| 길안마을1 교차로                                  | 충효로                                         | 안동시 | 길안마을2 교차로와 연결                                | 길안면                                                  |
| 천지교 현하2교                                    |                                                | 안동시 |                                                        | 길안면                                                  |
| 골삽실 교차로                                     | 충효로 골삽실길                                | 안동시 | 골삽실1 교차로와 연결                                  | 길안면                                                  |
| 오대 교차로                                       | 충효로 원오대길                                | 안동시 | 임하면                                                 |                                                         |
| 신기천교                                          |                                                | 안동시 | 임하면                                                 |                                                         |
| 신기 교차로 (신기육교)                            | 금소길                                         | 안동시 | 임하면                                                 |                                                         |
| 금소교                                            |                                                | 안동시 | 임하면                                                 |                                                         |
| 금소 교차로 (금소육교)                            | 금소길                                         | 안동시 | 임하면                                                 |                                                         |
| 신덕교                                            |                                                | 안동시 | 임하면                                                 |                                                         |
| 신덕2 교차로 (신덕2육교)                          | 충효로 금소길 새못길                           | 안동시 | 임하면                                                 |                                                         |
| 인덕터널                                          |                                                | 안동시 | 임하면                                                 | 상행 연장 155m 하행 연장 296m                           |
| 인덕육교                                          |                                                | 안동시 | 임하면                                                 |                                                         |
| 신덕1 교차로                                      | 충효로                                         | 안동시 | 임하면                                                 | 신덕1삼거리와 연결                                      |
| 이천교 이천2교 이천1육교 신이천교                 |                                                | 안동시 | 남선면                                                 |                                                         |
| 이천 교차로                                       | 국도 제34호선 (경동로)                         | 안동시 | 남선면                                                 | 국도 제34호선과 중복                                    |
| 신석 교차로                                       | 충효로                                         | 안동시 | 남선면                                                 | 국도 제34호선과 중복 상행 진출 불가 하행 진입 불가      |
| 신석2교 신석1교                                   |                                                | 안동시 | 남선면                                                 | 국도 제34호선과 중복                                    |
| 남선터널                                          |                                                | 안동시 | 남선면                                                 | 국도 제34호선과 중복 상행 연장 460m 하행 연장 400m      |
| 남선터널                                          | 강남동                                         | 안동시 |                                                        | 국도 제34호선과 중복 상행 연장 460m 하행 연장 400m      |
| 정상 교차로                                       | 국도 제34호선 (남순환로) 충효로                | 안동시 | 국도 제34호선과 중복                                   |                                                         |
| (아늑골입구)                                      | 강남1길 강남9길                                | 안동시 |                                                        |                                                         |
| (남광빌딩)                                        | 강남5길                                        | 안동시 |                                                        |                                                         |
| 대구지방법원 안동지원 대구지방검찰청 안동지청     |                                                | 안동시 |                                                        |                                                         |
| 영가대교 남단                                     | 강남로 충효로                                  | 안동시 |                                                        |                                                         |
| 영호대교 남단                                     | 강남로 운동장길                                | 안동시 |                                                        |                                                         |
| 영호대교                                          |                                                | 안동시 |                                                        |                                                         |
|                                                   | 서구동                                         | 안동시 |                                                        |                                                         |
| 영호대교 북단                                     | 육사로 제비원로                                | 안동시 |                                                        |                                                         |
| 천리고가교 남단 (안동문화예술의전당) (안동체육관) | 육사로                                         | 안동시 | 중구동                                                 |                                                         |
| 천리고가교                                        |                                                | 안동시 | 중구동                                                 |                                                         |
| 천리고가교 북단                                   | 국도 제34호선 (경동로)                         | 안동시 | 중구동                                                 |                                                         |
| 목성교사거리                                      | 중앙로                                         | 안동시 | 중구동                                                 |                                                         |
| 목성교 교차로                                     | 서동문로                                       | 안동시 | 중구동                                                 |                                                         |
| 안동시청                                          |                                                | 안동시 | 중구동                                                 |                                                         |
| 가톨릭상지대학 교차로                             | 단원로                                         | 안동시 | 명륜동                                                 |                                                         |
| 길원여자고등학교                                  |                                                | 안동시 | 명륜동                                                 |                                                         |
| (이름 없음)                                       | 북순환로                                       | 안동시 | 명륜동                                                 |                                                         |
| 땅고개                                            |                                                | 안동시 | 와룡면                                                 |                                                         |
| 와룡면 행정복지센터                               |                                                | 안동시 | 와룡면                                                 |                                                         |
| 와룡삼거리                                        | 지방도 제933호선 (농암로)                      | 안동시 | 와룡면                                                 |                                                         |
| 와룡초등학교                                      |                                                | 안동시 | 와룡면                                                 |                                                         |
| (이름 없음)                                       | 와북로                                         | 안동시 | 와룡면                                                 |                                                         |
| 감애삼거리                                        | 감애구송로                                     | 안동시 | 와룡면                                                 |                                                         |
| 예안교                                            |                                                | 안동시 | 와룡면                                                 |                                                         |
|                                                   | 도산면                                         | 안동시 |                                                        |                                                         |
| 서부 교차로                                       | 지방도 제935호선 (녹전로)                      | 안동시 |                                                        |                                                         |
| 한국국학진흥원                                    |                                                | 안동시 |                                                        |                                                         |
| 새터교                                            |                                                | 안동시 |                                                        |                                                         |
| 도산서원삼거리                                    | 도산서원길                                     | 안동시 |                                                        |                                                         |
| 도산면 행정복지센터                               | 지방도 제928호선 (백운로)                      | 안동시 | 지방도 제928호선과 중복                                |                                                         |
| 온혜정류소                                        | 지방도 제928호선 (온천로)                      | 안동시 | 지방도 제928호선과 중복                                |                                                         |
| 청량산도립공원                                    |                                                | 봉화군 | 명호면                                                 |                                                         |
| 청량산삼거리                                      | 광석길                                         | 봉화군 | 명호면                                                 |                                                         |
| 고계삼거리                                        | 지방도 제918호선 (명재로)                      | 봉화군 | 명호면                                                 | 지방도 제918호선과 중복                                 |
| 명호초등학교                                      |                                                | 봉화군 | 명호면                                                 | 지방도 제918호선과 중복                                 |
| 명호삼거리                                        | 노루목재길 양지마을길                          | 봉화군 | 명호면                                                 | 지방도 제918호선과 중복                                 |
| 도천삼거리                                        | 지방도 제918호선 (봉명로)                      | 봉화군 | 명호면                                                 | 지방도 제918호선과 중복                                 |
| 삼동                                              |                                                | 봉화군 | 명호면                                                 | 해발 464m                                               |
| 옥천 교차로                                       | 국도 제36호선 국가지원지방도 제88호선 (소천로) | 봉화군 | 법전면                                                 | 국도 제36호선과 중복 국가지원지방도 제88호선과 중복     |
| 어르말 교차로                                     | 소천로                                         | 봉화군 | 법전면                                                 | 국도 제36호선과 중복 국가지원지방도 제88호선과 중복     |
| 녹동 교차로                                       |                                                | 봉화군 | 법전면                                                 | 국도 제36호선과 중복 국가지원지방도 제88호선과 중복     |
| 법전1교                                           | 국도 제31호선 국가지원지방도 제88호선 (갈산로) | 봉화군 | 법전면                                                 | 국도 제31, 36호선과 중복 국가지원지방도 제88호선과 중복 |
| 노루재터널                                        |                                                | 봉화군 | 법전면                                                 | 국도 제31, 36호선과 중복 연장 1,700m                    |
| 노루재터널                                        | 소천면                                         | 봉화군 |                                                        | 국도 제31, 36호선과 중복 연장 1,700m                    |
| 현동 교차로                                       | 국도 제36호선 (소천 ~ 서면간 도로)             | 봉화군 | 국도 제31, 36호선과 중복                               |                                                         |
| 시라리천교                                        |                                                | 봉화군 | 국도 제31호선과 중복                                   |                                                         |
| 소천1터널                                         |                                                | 봉화군 | 국도 제31호선과 중복 연장 259m                         |                                                         |
| 소천교                                            |                                                | 봉화군 | 국도 제31호선과 중복                                   |                                                         |
| 소천2터널                                         |                                                | 봉화군 | 국도 제31호선과 중복 연장 630m                         |                                                         |
| 명산교                                            |                                                | 봉화군 | 국도 제31호선과 중복                                   |                                                         |
| 고선 교차로                                       | 청옥로                                         | 봉화군 | 국도 제31호선과 중복 상행 진출 불가 하행 진입 불가     |                                                         |
| 황평 교차로                                       | 청옥로                                         | 봉화군 | 국도 제31호선과 중복                                   |                                                         |
| 홍재교                                            |                                                | 봉화군 | 국도 제31호선과 중복                                   |                                                         |
| 황평터널                                          |                                                | 봉화군 | 국도 제31호선과 중복 연장 479m                         |                                                         |
| 백병1교 백병2교                                   |                                                | 봉화군 | 국도 제31호선과 중복                                   |                                                         |
| 백병 교차로                                       | 청옥로                                         | 봉화군 | 국도 제31호선과 중복 상행 진출 불가 하행 진입 불가     |                                                         |
| 다솔1교 고선1교 고선2교 고선3교                   |                                                | 봉화군 | 국도 제31호선과 중복                                   |                                                         |
| 고선터널                                          |                                                | 봉화군 | 국도 제31호선과 중복 연장 354m                         |                                                         |
| 고선4교                                           |                                                | 봉화군 | 국도 제31호선과 중복                                   |                                                         |
| 넛재 교차로 (넛재교)                              | 청옥로                                         | 봉화군 | 국도 제31호선과 중복 상행 진입 불가 하행 진출 불가     |                                                         |
| 넛재터널                                          |                                                | 봉화군 | 국도 제31호선과 중복 연장 2,405m                       |                                                         |
| 넛재터널                                          | 석포면                                         | 봉화군 | 국도 제31호선과 중복 연장 2,405m                       |                                                         |
| 청옥교 청옥1교                                    |                                                | 봉화군 | 국도 제31호선과 중복                                   |                                                         |
| (졸음쉼터)                                        |                                                | 봉화군 | 국도 제31호선과 중복                                   |                                                         |
| 대현1교                                           |                                                | 봉화군 | 국도 제31호선과 중복                                   |                                                         |
| 대현 교차로                                       | 청옥로                                         | 봉화군 | 국도 제31호선과 중복                                   |                                                         |
| 대현2교                                           |                                                | 봉화군 | 국도 제31호선과 중복                                   |                                                         |
| 대현터널                                          |                                                | 봉화군 | 국도 제31호선과 중복 연장 1,469m                       |                                                         |
| 평천교                                            |                                                | 봉화군 | 국도 제31호선과 중복                                   |                                                         |
| 연화터널                                          |                                                | 봉화군 | 국도 제31호선과 중복 연장 1,596m                       |                                                         |

기존 구간 (2012년 이전 노선)
- 영천시 화북면 상송교차로 - 노귀재 - 청송군 현서면 사촌리

기존 구간 (2015년 이전 노선)
- 안동시 신덕2 교차로 - 임하면 행정복지센터 - 임하초등학교 - 이천교 - 신석교 - 남선면 행정복지센터 - 정상 교차로

### 강원특별자치도
| 이름                                        | 접속 노선                                               | 소재지 | 소재지                             | 비고                             |
| ------------------------------------------- | ------------------------------------------------------- | ------ | ---------------------------------- | -------------------------------- |
| 연화터널                                    |                                                         | 태백시 | 구문소동                           | 국도 제31호선과 중복 연장 1,596m |
| 태백교                                      |                                                         | 태백시 | 구문소동                           | 국도 제31호선과 중복             |
| 태백터널                                    |                                                         | 태백시 | 구문소동                           | 국도 제31호선과 중복 연장 546m   |
| 태백 교차로                                 | 태백로                                                  | 태백시 | 구문소동                           | 국도 제31호선과 중복             |
| 신태백교 문화교                             |                                                         | 태백시 | 구문소동                           | 국도 제31호선과 중복             |
| 문화교 북단                                 | 장성로 메밀들1길                                        | 태백시 | 구문소동                           | 국도 제31호선과 중복             |
| 장성터널                                    |                                                         | 태백시 | 구문소동                           | 국도 제31호선과 중복 연장 450m   |
| 장성터널                                    | 장성동                                                  | 태백시 |                                    | 국도 제31호선과 중복 연장 450m   |
| 태백초등학교                                |                                                         | 태백시 | 국도 제31호선과 중복               |                                  |
| 태백종합경기장 고원체육관                   |                                                         | 태백시 | 국도 제31호선과 중복               | 문곡소도동                       |
| 상장삼거리                                  | 국도 제31호선 (태백산로)                                | 태백시 | 국도 제31호선과 중복               | 상장동                           |
| 상장초등학교 상장중학교                     |                                                         | 태백시 |                                    | 상장동                           |
| 문곡역                                      |                                                         | 태백시 |                                    | 상장동                           |
| 상장동 행정복지센터 태백소방서              |                                                         | 태백시 |                                    | 상장동                           |
| (이름 없음)                                 | 번영로                                                  | 태백시 | 황지동                             |                                  |
| 황지교사거리                                | 국도 제38호선 (강원남부로)                              | 태백시 | 황지동                             | 국도 제38호선과 중복             |
| 태백시보건소                                |                                                         | 태백시 | 황지동                             | 국도 제38호선과 중복             |
| 황지중앙초등학교 태서초등학교               |                                                         | 태백시 | 황연동                             | 국도 제38호선과 중복             |
| 화전사거리                                  | 국도 제38호선 (태백로)                                  | 태백시 | 삼수동                             | 국도 제38호선과 중복             |
| 화전교                                      |                                                         | 태백시 | 삼수동                             |                                  |
| 구와우 교차로                               | 구와우길                                                | 태백시 | 황연동                             |                                  |
| 수자원공사 태백권관리단                     |                                                         | 태백시 | 황연동                             |                                  |
| 삼수령 교차로                               | 백두대간로                                              | 태백시 | 삼수동                             |                                  |
| 삼수령터널                                  |                                                         | 태백시 | 삼수동                             | 연장 406m                        |
| 창죽 교차로                                 | 백두대간로                                              | 태백시 | 삼수동                             |                                  |
| (미동초등학교입구)                          | 지방도 제424호선 (역둔원동로)                           | 태백시 | 삼수동                             | 지방도 제424호선과 중복          |
| 상사미교 서단                               | 지방도 제424호선 (건의령로)                             | 태백시 | 삼수동                             | 지방도 제424호선과 중복          |
| 사조보건진료소                              |                                                         | 태백시 | 삼수동                             |                                  |
| 숙암2교                                     |                                                         | 태백시 | 삼수동                             |                                  |
|                                             | 삼척시                                                  | 하장면 |                                    |                                  |
| 숙암삼거리                                  | 삼척시                                                  | 하장면 | 국가지원지방도 제28호선 (두타로)   | 국가지원지방도 제28호선과 중복   |
| 광동댐                                      | 삼척시                                                  | 하장면 |                                    | 국가지원지방도 제28호선과 중복   |
| 하장면 행정복지센터 하장중학교 하장고등학교 | 삼척시                                                  | 하장면 |                                    | 국가지원지방도 제28호선과 중복   |
| 장전삼거리                                  | 삼척시                                                  | 하장면 | 국가지원지방도 제28호선 (오두재로) | 국가지원지방도 제28호선과 중복   |
| 삼척 갈전리 당숲                            | 삼척시                                                  | 하장면 |                                    |                                  |
| 토산삼거리                                  | 삼척시                                                  | 하장면 | 지방도 제421호선 (벌문재로)        |                                  |
| 은치교                                      | 삼척시                                                  | 하장면 |                                    |                                  |
|                                             | 정선군                                                  | 임계면 |                                    |                                  |
| 월탄교 혈천교                               | 정선군                                                  | 임계면 |                                    |                                  |
| 임계중학교 임계고등학교                     | 정선군                                                  | 임계면 |                                    |                                  |
| 임계사거리                                  | 정선군                                                  | 임계면 | 국도 제42호선 (서동로)             |                                  |
| 버들고개                                    | 정선군                                                  | 임계면 |                                    |                                  |
| 고단삼거리                                  | 지방도 제410호선 (왕산로)                               | 강릉시 | 왕산면                             |                                  |
| 삽당령                                      |                                                         | 강릉시 | 왕산면                             | 해발 680m                        |
| 삽당교                                      |                                                         | 강릉시 | 왕산면                             |                                  |
| 구하교                                      | 선인당길                                                | 강릉시 | 왕산면                             |                                  |
| 목계교 입고지교                             |                                                         | 강릉시 | 왕산면                             |                                  |
| 도마교                                      | 옷밥골길                                                | 강릉시 | 왕산면                             |                                  |
| 왕산면사무소 왕산중학교 왕산초등학교        |                                                         | 강릉시 | 왕산면                             |                                  |
| 도마삼거리                                  | 백두대간로                                              | 강릉시 | 왕산면                             |                                  |
| 도마천교                                    |                                                         | 강릉시 | 왕산면                             |                                  |
| 왕산터널                                    |                                                         | 강릉시 | 왕산면                             | 연장 990m                        |
| 왕산터널                                    | 성산면                                                  | 강릉시 |                                    | 연장 990m                        |
| 왕산교 성산대교                             |                                                         | 강릉시 |                                    |                                  |
| 성산사거리                                  | 지방도 제415호선 (백두대간로) 지방도 제456호선 (경강로) | 강릉시 | (구 구산 교차로)                   |                                  |
| 성산면사무소 성산초등학교                   |                                                         | 강릉시 |                                    |                                  |
| (이름 없음)                                 | 지방도 제456호선 (경강로)                               | 강릉시 |                                    |                                  |
| (이름 없음)                                 | 회산로                                                  | 강릉시 |                                    |                                  |
| 강릉 나들목                                 | 65호선 동해고속도로                                     | 강릉시 |                                    |                                  |
| 장안 교차로                                 | 사임당로                                                | 강릉시 | 홍제동                             |                                  |
| 홍제육교                                    | 강릉대로                                                | 강릉시 | 홍제동                             | 국도 제7호선과 간접연결          |
| 홍제동주민자치센터                          |                                                         | 강릉시 | 홍제동                             |                                  |
| 남문사거리                                  | 강변로 홍제로                                           | 강릉시 | 중앙동                             |                                  |
| 강릉의료원 강릉 임영관                      |                                                         | 강릉시 | 중앙동                             |                                  |
| 객사문사거리                                | 임영로                                                  | 강릉시 | 중앙동                             |                                  |
| 옥천오거리                                  | 경강로 옥가로 율곡로                                    | 강릉시 | 옥천동                             |                                  |

## 도로명
부산광역시
- 북구 덕천 교차로 ~ 금곡동 : 금곡대로

경상남도
- 양산시 동면 가산리 ~ 하북면 순지리 : 양산대로

울산광역시
- 울주군 삼남면 방기리 ~ 두서면 복안천교 : 반구대로

경상북도
- 경주시 내남면 복안천교 ~ 황남동 나정교삼거리 : 반구대로
- 경주시 황남동 나정교삼거리 ~ 오릉네거리 : 서라벌대로
- 경주시 황남동 오릉네거리 ~ 내남네거리 : 포석로
- 경주시 황남동 내남네거리 ~ 선도동 서천교 서단 : 태종로
- 경주시 선도동 서천교 서단 ~ 영천시 금호읍 금호 교차로 : 대경로
- 영천시 금호읍 금호 교차로 ~ 중앙동 오미 교차로 : 영천시 국도대체우회도로
- 영천시 중앙동 오미 교차로 ~ 화북면 노귀재터널 : 천문로
- 청송군 현서면 노귀재터널 ~ 덕계삼거리 : 청송로
- 청송군 현서면 덕계삼거리 ~ 안동시 길안면 동안동IC 교차로 : 충효로
- 안동시 길안면 동안동IC 교차로 ~ 임하면 오대 교차로 : 만음현하로
- 안동시 임하면 오대 교차로 ~ 신덕2 교차로 : 충효로
- 안동시 임하면 신덕2 교차로 ~ 강남동 정상 교차로 : 남순환로
- 안동시 강남동 정상 교차로 ~ 영가대교 남단 : 충효로
- 안동시 강남동 영가대교 남단 ~ 영호대교 남단 : 강남로
- 안동시 강남동 영호대교 남단 ~ 영호대교 북단 : 제비원로
- 안동시 강남동 영호대교 북단 ~ 천리고가교 남단 : 육사로
- 안동시 강남동 천리고가교 남단 ~ 도산면 가송리 소두들 : 퇴계로
- 안동시 도산면 가송리 소두들 ~ 봉화군 법전면 옥천 교차로 : 청량로
- 봉화군 법전면 옥천 교차로 ~ 소천면 현동1 교차로 : 소천로
- 봉화군 소천면 현동1 교차로 ~ 석포면 육송정삼거리 : 청옥로
- 봉화군 석포면 육송정삼거리 ~ 석포리 : 태백로

강원특별자치도
- 태백시 구문소동 ~ 삼수동 화전사거리 : 태백로
- 태백시 삼수동 화전사거리 ~ 강릉시 왕산면 도마삼거리 : 백두대간로
- 강릉시 왕산면 도마삼거리 ~ 성산면 성산사거리 : 왕산 ~ 성산간 도로
- 강릉시 성산면 성산사거리 ~ 성산초등학교 입구 : 구산길
- 강릉시 성산면 성산초등학교 입구 ~ 옥천동 옥천오거리 : 경강로

## 자동차 전용도로 구간
아래 구간은 국토교통부에서 지정한 자동차 전용도로 구간이므로 보행자, 자전거 등은 통행할 수 없다. 이륜자동차 (모터사이클 혹은 오토바이)는 긴급자동차 (싸이카 및 소방용 모터사이클 등)에 한해 통행이 가능하며, 그 밖의 이륜자동차와 경운기, 우마차, 트랙터, 손수레는 통행할 수 없다.
| 도로명                                      | 시점                                       | 종점                                       | 총연장 (km) | 차로수 | 지정일          |
| ------------------------------------------- | ------------------------------------------ | ------------------------------------------ | ----------- | ------ | --------------- |
| 경주시 국도대체우회도로 (외동 ~ 내남간도로) | 경상북도 경주시 외동읍 구어리              | 경상북도 경주시 광명동                     | 25.72       | 4      | 2007년 2월 27일 |
| 영천시 국도대체우회도로                     | 경상북도 영천시 금호읍 교대리(금호 교차로) | 경상북도 영천시 고경면 상덕리(해선 교차로) | 22.84       | 4      | 2000년 2월 24일 |

## 사진

국도 제35호선(경상북도 경주시 배동 삼릉)
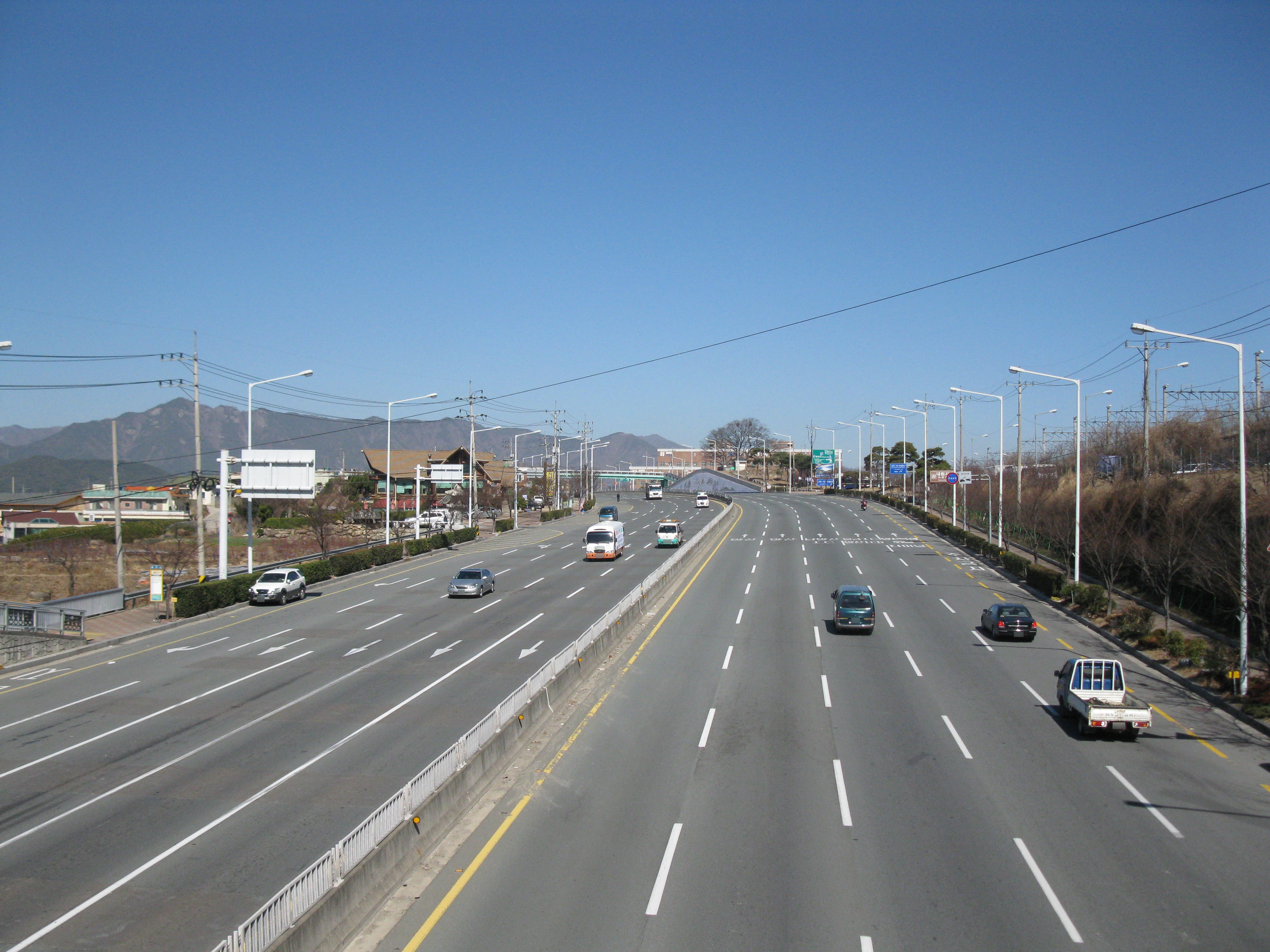
국도 제35호선 (경상남도 양산시)
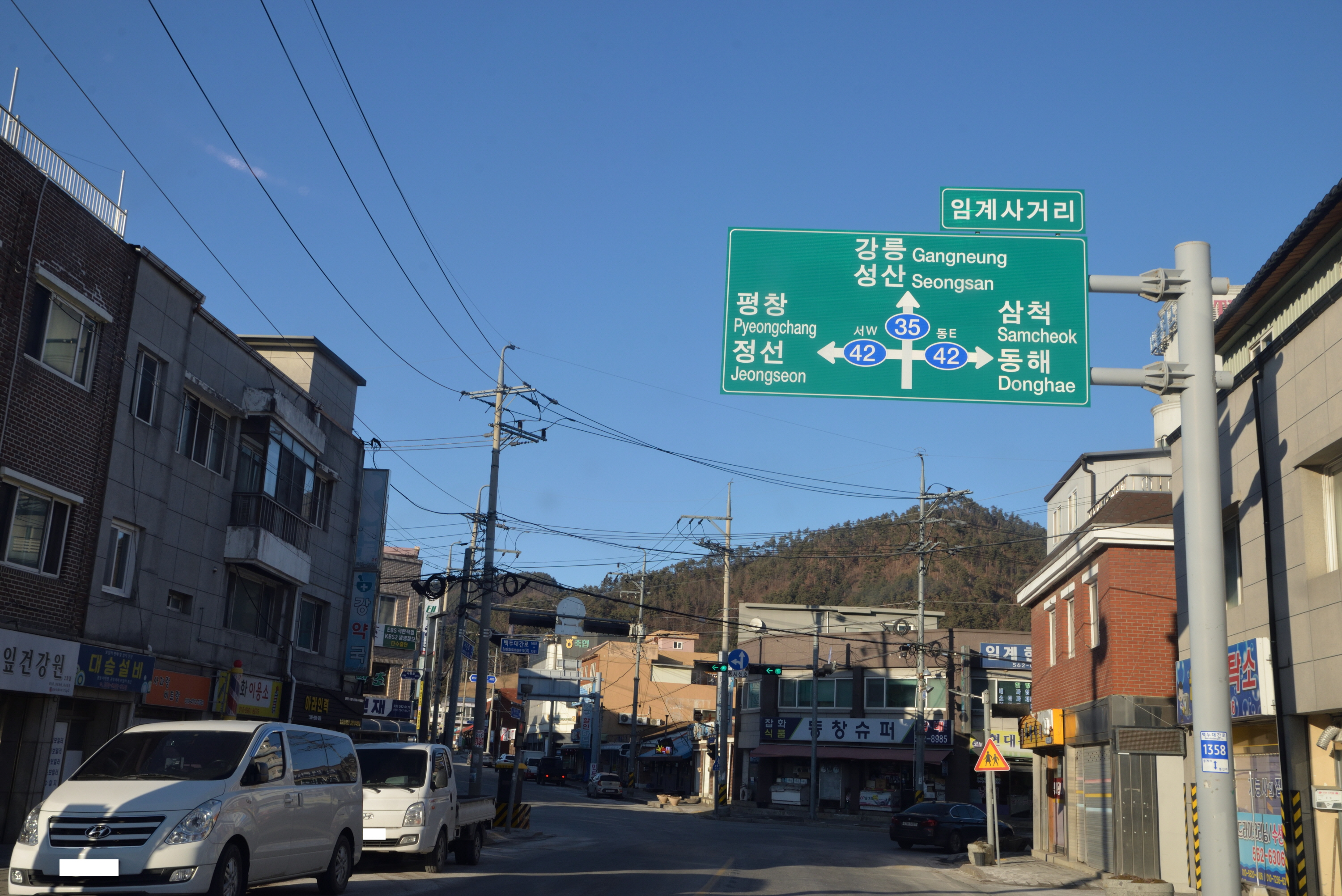
정선군 임계면 임계사거리, 국도 제35호선/국도 제42호선